# Leonhardsturm (Alsfeld)

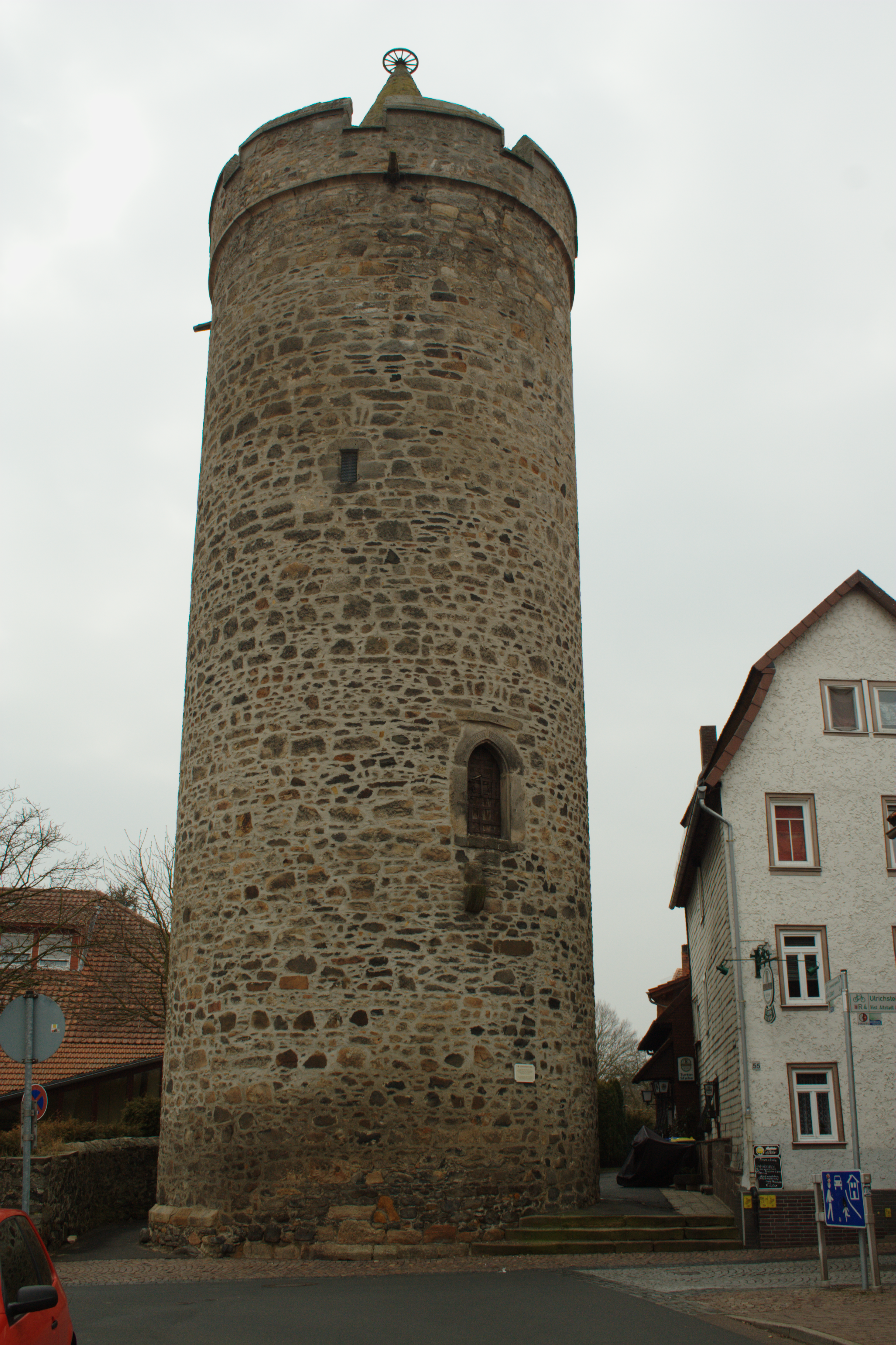
Leonhardsturm in Alsfeld

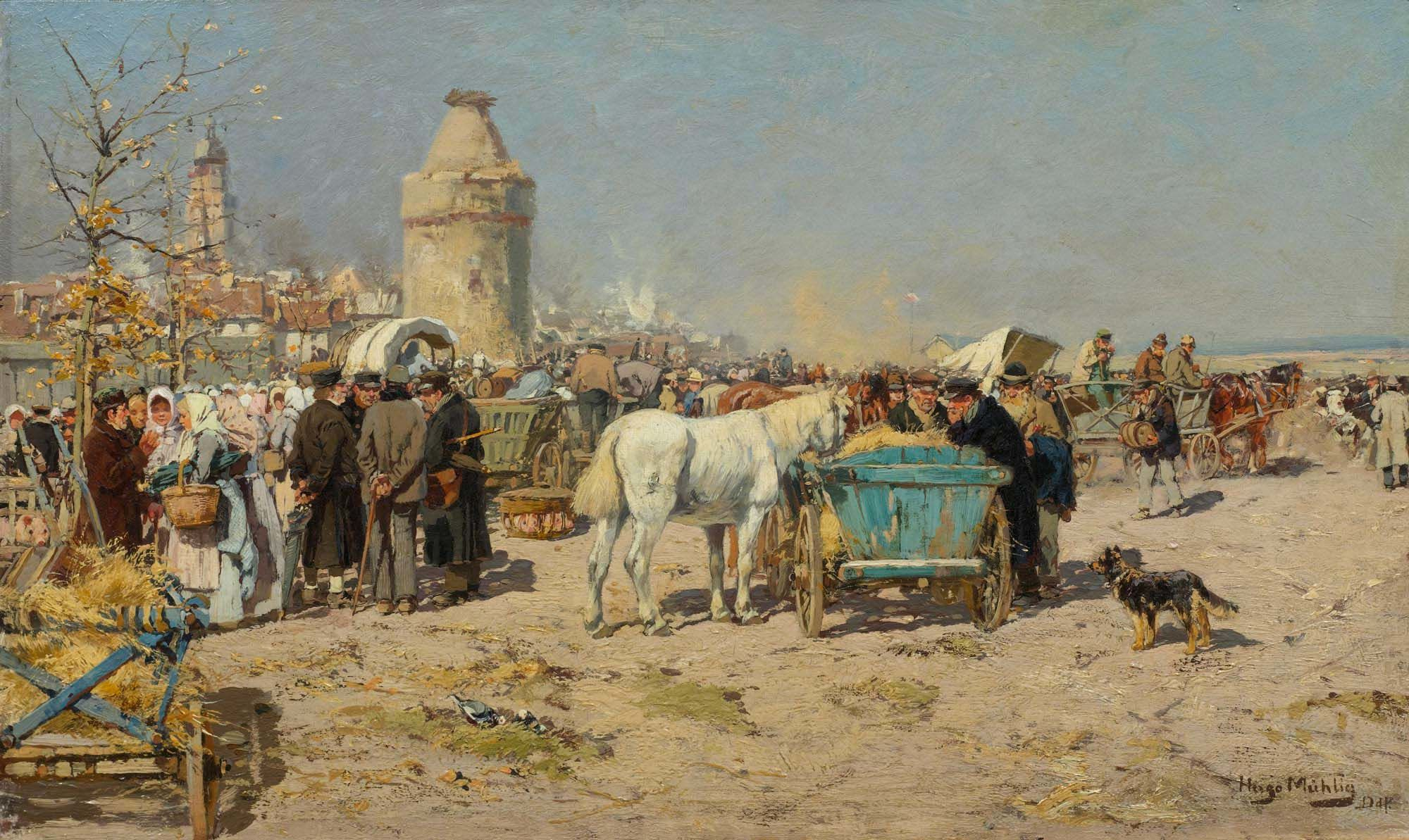
Der Leonhardsturm auf einem Gemälde von Hugo Mühlig (1854–1929)

Der Leonhardsturm in Alsfeld, einer Stadt im Vogelsbergkreis in Hessen, wurde 1386 errichtet. Der Wehrturm am Ende der Untere Fulder Gasse an der Ecke Klostermauerweg ist ein geschütztes Kulturdenkmal.

## Geschichte
Der Leonhardsturm, am südlichen Rand der historischen Altstadt, war ein Teil der ehemaligen Stadtbefestigung von Alsfeld. Er stand neben dem ehemaligen Fuldertor vor der Stadtmauer in einer Ecke des Stadtgrabens. Der Turm aus Bruchstein wird von wenigen Lichtluken durchbrochen. Eine mit einem Spitzbogen versehene Tür führte zur Stadtmauer. Den Abschluss des Turmes bildet ein flacher Steinkegel sowie eine mit Zinnen bewehrte Brüstung. Eine Inschrift datiert den Bau in das Jahr 1386. Im Erdgeschoss war, nur von der Zwischendecke erreichbar, das Verlies untergebracht.